# Vatikáni Rádió
A Vatikáni Rádió alapító okirata szerint az Apostoli Szentszék rádióadója, székhelye Vatikánváros; a pápai küldetés szolgálatában álló kommunikációs és evangelizációs eszköz. A Rádiót Guglielmo Marconi alapította és 1931. február 12-én XI. Piusz pápa avatta fel "Radiomessaggio Qui arcano Dei" című beszédével.  
A Vatikáni Rádió elsődleges feladata, hogy szabadon, hűen és hatékonyan hirdesse a kereszténység üzenetét, és összekösse a katolicizmus központját a világ különböző országaival: 
- terjesztve a római pápa hangját és tanítását
- információt nyújtva a Szentszék tevékenységéről
- információt nyújtva a Katolikus Egyház életéről és tevékenységéről szerte a világon
- irányt mutatva a híveknek, hogy az egyház tanításának fényében valamint az egyházi tanítóhivatallal összhangban közelítsenek a jelen problémáihoz

Ezen túlmenően a Vatikáni Rádió együttműködik az egyházmegyékkel és a püspöki konferenciákkal, segítséget nyújtva a rádiós műsorszórás terén.
Intézményes feladatai közé tartozik az is, hogy rögzítse, felerősítse és terjessze a Szentatya hivatalos vatikáni tevékenységeinek hanganyagát, továbbá kizárólagos joggal rendelkezik a mindenkori római pápa hangfelvételeit illető szellemi tulajdon védelmében.

## Története
A kezdetek
1929-ben a Lateráni egyezmény megkötésének másnapján XI. Piusz pápa megbízta Guglielmo Marconit, hogy rádióállomást építsen fel az újonnan létrejött vatikáni állam területén, hogy határokon átnyúlóan, szabadon kommunikálhasson valamennyi ország katolikusaival és a világ azon régióival, ahol a totalitárius rezsimek akadályozza a Katolikus Egyház szabad működését. A rádió vezetésére a matematikus és fizikus Giuseppe Gianfranceschi jezsuita atyát kérte fel. A létesítményt 1931. február 12-én avatta fel a pápa latin nyelvű beszédével, amely élénk visszhangot váltott ki az egész világon. 
Az első kísérleti adások között szerepelt a „Scientiarum Nuncius Radiophonicus”, amely beszámolt a Pápai Tudományos Akadémia tevékenységéről. Két évvel később került sor a rövidhullámú rádióállomás felavatására.
A II. világháború alatt
1939. február 9-én meghalt XI. Piusz, és a rádió nyomon követte a konklávét, majd XII. Piusz pápa koronázási szertartását, amelyet kilenc nyelven kommentált. Az új pápa a korábbi budapesti Eucharisztikus Kongresszus zárószózatának visszhangja alapján felismerte a médiák, s főként a rádió fontosságát, ezért ösztönözte a Vatikáni Rádió fejlesztését. Új stúdiókat és irodákat alakítottak ki a XIII. Leó-kispalotában (Palazzina Leone XIII), amely 1936-ig a Vatikáni Csillagvizsgáló (Specola Vaticana) székhelye volt. 
1939 szeptemberében, a második világháború kitörésekor – a cenzúra és az adás zavarása ellenére – a rádió a szabad információáramlás értékes eszköze volt. Joseph Goebbels felesküdött az elnémítására, míg a francia ellenállás tagjai leírták az adások szövegét, és titokban terjesztették.
A rádió szerkesztősége jezsuita atyákból állt, és 9 nyelven sugározta adásait.
1940 januárjában született meg az Információs Iroda, amely felhívásokat tett közzé eltűnt civilek és katonák nyomait kutatva, és a hozzátartozók üzeneteit közvetítette a hadifoglyoknak: 1946-ig összesen 1 240 728 üzenetet továbbítottak, amely 12 105 órányi adásidőt tett ki.
A háború befejeztével, és a kommunista uralom egyre erőteljesebb kelet-európai térnyerésével, hamar megsokszorozódtak az elnyomott népek nyelvein sugárzott műsorok, és a vatikáni adások újabb nyelvekkel gyarapodtak: nagyobb teljesítményű adóberendezésekre és irányhatású antennahálózatra lett szüksége.
2000-es évek és napjaink
A Jubileumi 2000-es év nagy horderejű eseményei, szent II. János Pál pápa 2005-ben bekövetkezett halála, majd azt követően XVI. Benedek pápa megválasztása nagy feladatot jelentettek a Vatikáni Rádió számára, mind a helyi sugárzású műsorok (új, Rómában fogható rövidhullámú állomások megjelenését hozva magával), mind pedig a világegyház számára készített adások tekintetében. Ez megsokszorozta a legkülönfélébb műsorszolgáltatókkal és hírügynökségekkel kialakult együttműködési formákat. 
2006. március 3-án a Pio Palotában a Vatikáni Rádió 75. születésnapját XVI. Benedek pápa első, történelmi látogatásával ünnepelte meg; mindmáig élénken élnek a munkatársak emlékezetében a pápa szavai, aki barátságos és szeretetteljes hangon arra buzdította a pápai adót, hogy a vallások közötti párbeszéd és a béke szolgálatában állva legyen az igazság hangja és többnyelvű kórusa.
Újabb célkitűzés valósult meg 2007-ben, amikor a Santa Maria di Galeriában található adóközpont 50. évfordulóját ünnepelte Tarcisio Bertone bíboros államtitkár jelenlétében. Ugyanebben az évben a multimédia jegyében a rádió honlapján feltűnt egy újdonság: a Vatikáni Televíziós Központtal (CTV) történő együttműködésnek köszönhetően naponta jelennek meg képes hírösszefoglalók (videonews), egyperces televíziós tudósítások, amelyek a CTV frissen felvett képanyagának segítségével beszámolnak a pápa tevékenységéről.
Az utóbbi évek a digitális műsorszórási technológiák (DRM, T-DAB, T-DMB) melletti kitartó kísérletezést hozták magukkal. Információs szempontból a Vatikáni Rádió hírösszefoglalói, hírújságjai egyre szerteágazóbb csatornákon jutnak el a hallgatókhoz, köszönhetően a hírlevelek, podcast, hang- és videóanyagok rendszeres használatának, melyek egy Web TV előfutárának tekinthetők. 2009-ben a Vatikáni Rádió – CTV páros felkerült a YouTube-ra 4 nyelven sugárzott csatornájával, míg 2010-ben a Twitterre is csatlakozott (6 csatornán). Ez az adó legutóbb megvalósított céljainak egyike.